# Колесо Балсага
Колесо Балсага, другие варианты — Колесо Барсага, Колесо Марсага, Колесо Иоанна (Фыд Иуане), Колесо Иоанна Крестителя, Колесо Ойнона (осет.  Балцæджы Цалх) — в осетинском нартском эпосе персонифицированное всесокрушающее огненное колесо.

## Мифология
Колесо Балсага известно как убийца нартского героя Сослана, оскорбившего дочь Хура (Солнце), которую он увидел купающейся близ берега моря, нежеланием взять её в жёны. Девушка предлагает себя Сослану, но тот отказывается и оскорбляет её своим отказом. Через некоторое время дочь Хура берёт себе в услужение Колесо Балсага, чтобы отомстить Сослану, заплатив за него двенадцать стельных коров.

«В осетинских сказаниях это обычное колесо, …. охваченное пламенем, потому что оно обращает в пепел деревья (кроме берёзы), препятствующие его бегу. Оно несётся с неба на землю через леса и долины до самого Чёрного моря, где и падает в воду. Встретив Колесо, Созырыко преследует его в знаменитой погоне. В первый раз, благодаря берёзе, задерживающей колесо, Созырыко успевает схватить колесо и взять его в плен. Но во второй раз Колесо появляется неожиданно и отрезает ноги Созырыко»

Сослан продолжает преследовать на ходулях Колесо Балсага, утопая в крови. Но по приказу Сырдона Колесо Балсага побежало по пашне и ходули Сослана застревают в свежевспаханной земле и Сослан упустил Колесо.
Колесо Балсага называется также Колесом Иауне (Фыд Иуане). Данное название связано с именем св. Иоанна Крестителя, когда во время солнечного противостояния в июне отмечается «праздник Сослана»:

"Каждый год в июне, то есть к Иоаннову дню, во время летнего солнцестояния,….отмечается также «праздник Сослана» около его предполагаемой могилы. В этот праздник герою посвящают жертвенного барашка и просят послать вёдро.

Дигорцы называют Колесо Балсага «колесом Ойнона».

## Источник
- Дзадзиев А. Б., Этнография и мифология осетин, Владикавказ, 1994, стр. 35, ISBN 5-7534-0537-1
- Ж. Дюмезиль, Осетинский эпос и мифология, Владикавказ, изд. Наука, 2001.